# Cá bống dừa
Cá bống dừa (Danh pháp khoa học: Xenisthmidae) theo truyền thống được coi là một họ cá bống, xếp trong phân bộ Cá bống (Gobioidei) của bộ Cá vược (Perciformes). Tuy nhiên, một số nghiên cứu phát sinh chủng loài gần đây cho thấy họ này nên được sáp nhập vào họ Cá bống đen (Eleotridae) nghĩa mới và thuộc về bộ Cá bống (Gobiiformes), trừ loài với danh pháp Kraemericus smithi là thuộc về họ Gobionellidae với danh pháp chính thức hiện nay là Gobiopterus smithi.
Chúng là loài bản địa phân bố từ Ấn Độ Dương cho tới Thái Bình Dương.

## Các loài
Có tất cả 14 loài chia làm 6 chi, bao gồm:
- Chi Allomicrodesmus Schultz, 1966

- Allomicrodesmus dorotheae Schultz, 1966 

- Chi Gymnoxenisthmus Gill, Bogorodsky & Mal, 2014 [5]

- Gymnoxenisthmus tigrellus Gill, Bogorodsky & Mal, 2014

- Chi Paraxenisthmus Gill & Hoese, 1993

- Paraxenisthmus cerberusi Winterbottom & Gill, 2006
- Paraxenisthmus springeri Gill & Hoese, 1993 

- Chi Rotuma Springer, 1988

- Rotuma lewisi Springer, 1988 

- Chi Tyson Springer, 1983

- Tyson belos Springer, 1983 

- Chi Xenisthmus Snyder, 1908

- Xenisthmus africanus Smith, 1958
- Xenisthmus balius Gill & Randall, 1994 
- Xenisthmus chapmani (Schultz, 1966)
- Xenisthmus chi Gill & Hoese, 2004 
- Xenisthmus clarus (Jordan & Seale, 1906) 
- Xenisthmus eirospilus Gill & Hoese, 2004 
- Xenisthmus polyzonatus (Klunzinger, 1871)
- Xenisthmus semicinctus Gill & Hoese, 2004 

### Chuyển đi
- Chi Kraemericus

- Kraemericus smithi Menon & Talwar, 1972 = Gobiopterus smithi thuộc họ Gobionellidae.